# Corita Viamonte
Corita Viamonte López (Zaragoza, 4 de junio de 1949) es una cantante y cupletista española.

## Carrera musical
Viamonte nació en una familia musical, siendo ella la tercera generación. Su padre, Juan Viamonte, tuvo algún éxito en las décadas de 1930 y 40, pero sobre todo su madre, Corita López (antes Corita Conde), tuvo éxito como tiple en las mejores compañías de zarzuela, entre las que se encontraba la Compañía Conde-Cámara, que compartía con el gran barítono Luis Cámara. Así, Coritina, como se conocía a la hija, debutó como la tiple más joven de España, en el Teatro Principal de Zaragoza, a los tres años de edad cantando La taberna del puerto. Estudió canto y música en la academia de su madre, en Los Amigos del Arte en Zaragoza. A los cinco años comenzó las clases de ballet, apareciendo en el Teatro Principal como bailarina y protagonista de cuentos infantiles. Posteriormente estudiaría solfeo y piano, pero tras terminar la carrera, decide que prefiere la batería, examinándose con 16 años del instrumento.
A los 15 años fundó su academia de canto y baile español, que gestionó con ayuda de su madre. En 1969, por encargo del Ayuntamiento de Zaragoza, fundó el grupo de majorettes de Zaragoza. En 1971 fue por primera vez a la Unión Soviética con la Orquesta Maravella, a donde volvió al año siguiente. Fue una de las primeras españolas en cantar allí.
Es autora de cuentos infantiles y canciones. En 1971 publicó su primer disco 12 hits de 1900, que incluye varios cuplés, entre ellos «La violetera». En 2006 publicó su último disco  A su manera, que incluye boleros como «María Dolores» y canciones como «Los nardos», «En tierra extraña», «La pulga», «La violetera», la copla «Y sin embargo te quiero», «Soy de Aragón» y su interpretación del clásico de Sinatra  «A mi manera».
En 2020 anuncia su retirada con el espectáculo benéfico "Ángeles sin hogar".

## Premios y reconocimientos

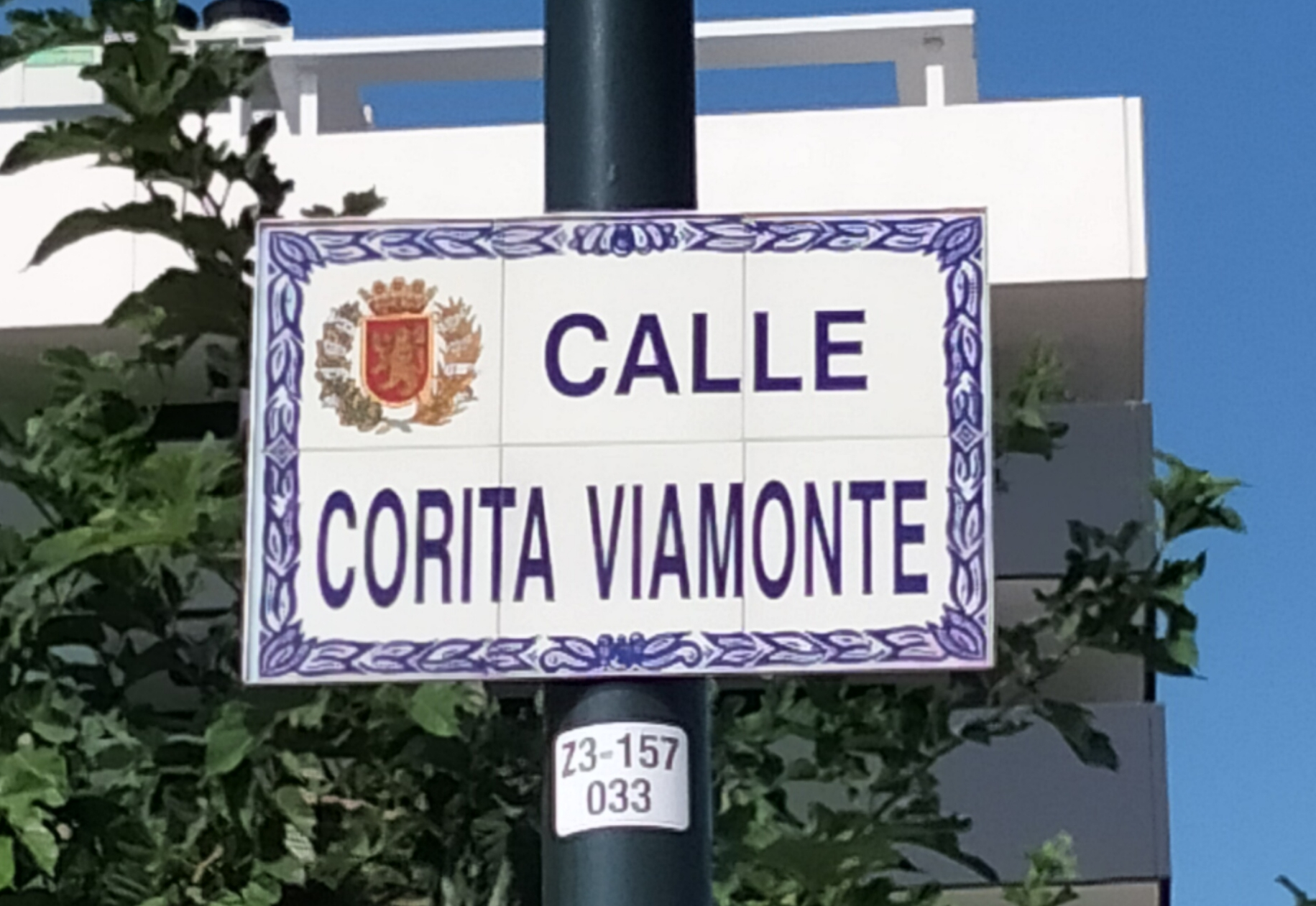
Calle Corita Viamonte en el barrio de La Jota de Zaragoza

- Medalla Lenin a la mejor cantante extranjera en Rusia.[6]
- Medalla de Plata de la Ciudad de Zaragoza.[6][7]

Otras distinciones que ha recibido han sido: Medalla de Dama de Honor de los Santos Corporales de Daroca; Medalla de Honor de los Sitios de Zaragoza; Placa de honor en la casa donde nació; Gigante concedido en Sierra de Luna al lado del autor del pasodoble del mismo nombre, Francisco del Val; Socia de Honor de la Casa de Madrid en Zaragoza; Socia de Honor del teatro lírico de Zaragoza; Socia de Honor de la Asociación de Lucha contra la Distonía en Aragón (ALDA); y Homenaje en 2012 por los Peñistas de Zaragoza dentro de las Fiestas del Pilar.
En 2024, la Junta Municipal del Casco Histórico del Ayuntamiento de Zaragoza creó el Concurso de Canción Española "Corita Viamonte" en su honor.
Desde octubre de 2024 cuenta con una calle con su nombre en los aledaños de la avenida de Cataluña, en el barrio de La Jota de Zaragoza.